# Netværkssamfund
Netværkssamfund er et begreb af den spanske sociolog Manuel Castell, der betegner som et samfund, hvor mennesker kommunikerer uafhængigt af tid og rum (jf. Giddens, det senmoderne samfund). Kommunikationen foregår eksempelvis over internettet og på tværs af landegrænser.